# 藤田瞳子
藤田 瞳子（ふじた とうこ、1978年6月13日 - ）は、北海道江別市生まれ北海道留萌市出身の日本の女優、及びインディーズバンド「藤田」のボーカルである。 ヴィレッジ・エンターテイメント所属。

## 所属事務所
かつては、アーキテクトウインズ→ヒロ・プロダクション→JVCエンタテインメント→ハーキュリーズに所属していた。

## 人物
- 留萌市立沖見小学校→留萌市立港南中学校→北海道留萌高等学校→日出女子学園高等学校中退→NHK学園（通信制）中退。
- 元々歌手を目指していたが、偶然紹介された役者の仕事を引き受けた事で、演技する事の深さに感銘し女優業を始めた。
- 自身が焼肉好きのため、仮面ライダーアギトにて演じた小沢澄子が劇中で焼肉を食べるシーンが多く、「全国食肉事業協同組合連合会」から番組宛に表彰状を贈られたという裏話を持つ。
- 特技は指の骨を鳴らすこと。手首も鳴らすことができる。

## 出演

### テレビドラマ
- 3年B組金八先生（TBS） - 蓑田紀美
  - 第4シリーズ（1995年 - 1996年）
  - スペシャル9「子供を救え! 大人達よ立ち上がれ」（1998年）
  - 第5シリーズ 第11話「金八涙の体罰…3B騒然辞表提出」（2000年）
  - 第6シリーズ 第18話「直と政則1」（2002年）
  - 3年B組金八先生ファイナル〜「最後の贈る言葉」（2011年）
- 未成年（1995年、TBS）
- 新幹線'97恋物語 第6話（1997年、TBS） - 幸子
- 別れたら好きな人 第7話（1999年、テレビ東京）
- 仮面ライダーシリーズ
  - 仮面ライダーアギト（2001年 - 2002年、テレビ朝日） - 小沢澄子、コルウス・カノッススの声（第35話・第36話）
    - 仮面ライダーアギトスペシャル 新たなる変身（2001年、テレビ朝日） - 小沢澄子

  - 仮面ライダー剣（2004年、テレビ朝日） - 神丘令
- 愛しき者へ（2003年、フジテレビ） - 三田麻子
- ケータイ刑事 銭形舞 第2話（2003年、BS-i）
- 金曜エンタテイメント「浅見光彦シリーズ15 金沢殺人事件」（2003年 - 、フジテレビ） - 吉田須美子 ※以降レギュラー出演
- 伊豆・竜宮伝説殺人事件　(2003年、テレビ東京) - 秘書　役
- 女の一代記「瀬戸内寂聴〜出家とは生きながら死ぬこと〜」（2005年、フジテレビ）
- ドラマ30「こどもの事情」（2007年、中部日本放送） - 川上静香
- ケータイ刑事 銭形海セカンドシリーズ 第3話（2007年、BS-i）
- 科捜研の女 第12シリーズ 第6話（2013年、テレビ朝日） - 葉山明日美
- 月曜ゴールデン「オバベン〜京都ふたりの女弁護士〜」（2013年、TBS） - 磯谷静香 役
- 特捜9 season4 第6話（2021年、テレビ朝日） - 村井祥子 役
- 遺留捜査 第7シリーズ 第9話（2022年、テレビ朝日） - 小畠妙子 役

### バラエティ番組
- ほびーワールド計画（2005年 - 、関西テレビ☆京都チャンネル - スカイパーフェクTV!・726CH）

### 映画
- 仮面ライダーシリーズ
  - 劇場版 仮面ライダーアギト PROJECT G4（2001年、東映） - 小沢澄子
  - 劇場版 仮面ライダー龍騎 EPISODE FINAL（2002年、東映） - お好み焼き屋の客　※友情出演
- サークルゲーム SURVIVAL 1（2002年、ENGEL） - 主演・伊藤なつき
- LADY DROP（2002年、ウィザードピクチャーズ）
- キューティーガール 美少女ボウラー危機一発（2003年、ENGEL）
- Scratch!（2004年、ケイエスエス）
- 残穢 -住んではいけない部屋-（2016年、松竹） - 吉兼三喜
- 吾輩は猫である！（2021年12月3日、ヒューマントラストシネマ渋谷、笠木望監督） - ゆかり 役[1]

### 舞台
- KAMACHI（1997年） - 主演
- BOYS BE… ALIVE（1999年）
- 鶴亀ワルツ 〜熟してこそ輝く! 老人たちの青春グラフィティ〜（2000年）
- SHOW ONE'S FEELINGS 2nd（2003年）
- SHOW ONE'S FEELINGS 3rd（2004年）
- SHOW ONE'S FEELINGS 4th（2004年）
- SHOW ONE'S FEELINGS 5th 熟慮断行 〜SHOW=VERY TO VERY BEST〜（2005年）

### CM
- 雪印乳業 そのまんまヨーグルト

### インディーズ・バンド藤田
- 2007年10月より活動は休止状態
- 2016年7月30日　限定復活LIVE決定　新宿CLUB VOICE